# Plasticità (fisica)

Curva tensione-deformazione di materiali duttili

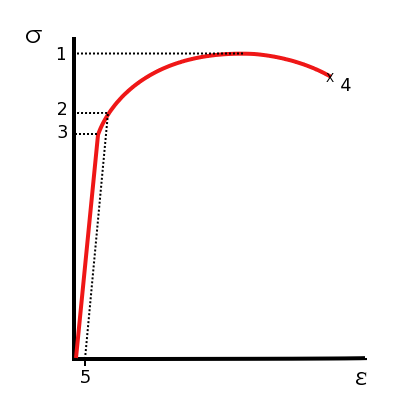
Curva tensione-deformaz. di materiali incrudenti.

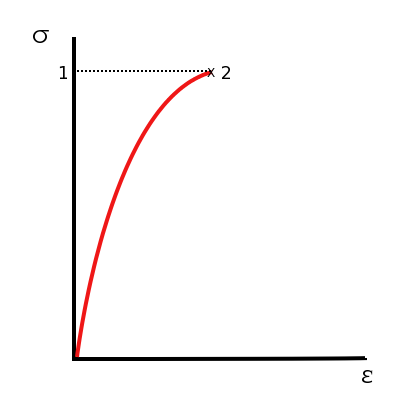
Curva tensione-deformazione di materiali fragili

In fisica e nella scienza dei materiali la plasticità è la capacità di un solido di subire grandi cambiamenti irreversibili di forma in risposta alle forze applicate. Esempi di materiali che esibiscono un comportamento plastico sono l'argilla e l'acciaio quando viene superato il limite di elasticità.

## Materiali duttili
Per molti metalli, bassi livelli di carico applicati ad un campione di materiale determinano in questo un comportamento elastico: ad ogni incremento del carico corrisponde un aumento proporzionale della deformazione e, quando il carico viene rimosso, il campione ritorna esattamente alla sua configurazione originaria. Tuttavia, una volta che il carico eccede una certa soglia di resistenza (tensione di snervamento), la deformazione aumenta più sensibilmente rispetto al regime elastico e, rimuovendo il carico, una parte di questa continua a permanere sul campione scarico: è quello che definisce il comportamento plastico di un materiale. La fase di passaggio tra deformazione elastica e plastica è chiamata snervamento. La fase di snervamento è seguita tipicamente da una fase di incrudimento che porta alla rottura del materiale.
Le tre fasi descritte (elastica, snervamento ed incrudimento) sono pressoché sempre presenti nel comportamento di tutti i materiali, ma possono avere diversa estensione. In alcuni casi la fase di snervamento è molto estesa {\displaystyle (\Delta \varepsilon ^{p}\approx 1.0-2.0\%)}: si parla in tal caso di materiali duttili (acciaio dolce, rame, alluminio, ecc.). In altri lo snervamento può mancare del tutto: si parla di materiali incruditi  (acciaio ad alta resistenza, ecc.). In altri ancora, anche la fase di incrudimento è molto ridotta e la fase elastica è seguita immediatamente dalla rottura: si parla in tal caso di materiali fragili (vetro, roccia, ecc.).
I materiali duttili sono pertanto quei materiali dove il fenomeno della plasticità acquista maggiore rilevanza, potendo questi sopportare grandi deformazioni prima che possano insorgere fenomeni di rottura. In particolare, si parla di comportamento plastico perfetto quando, nello snervamento, i materiali esibiscono grandi deformazioni plastiche irreversibili senza incrementi dello stato di sollecitazione.
Il fenomeno della plasticità è influenzato sia dalla temperatura che dalla velocità di applicazione dei carichi: bassi valori della temperatura (ed elevate velocità di deformazione) tendono a ridurre l'entità dei fenomeni plastici, mentre valori alti di temperatura (e deformazioni lente) tendono ad accentuare la presenza di tali fenomeni.

## Origine del fenomeno
La plasticità, e quindi lo snervamento, sono rappresentativi, a livello macroscopico, di fenomeni che trovano spiegazione a livello microscopico, sulla scala dell'organizzazione molecolare del materiale. Nei materiali metallici, la plasticità può essere spiegata sulla base di modificazioni irreversibili del loro reticolo cristallino, cioè in termini della teoria delle dislocazioni (a tale conclusione pervennero contemporaneamente già nel 1934 gli studiosi Egon Orowan, Michael Polanyi e Geoffrey Ingram Taylor).
In altri materiali, come i polimeri, il comportamento plastico non può essere spiegato con la suddetta teoria delle dislocazioni, in quanto mancano di una regolarità di struttura molecolare (la struttura cristallina). In tal caso, la plasticità è spiegata come un effetto della sollecitazione che induce una regolarità, orientata secondo la sollecitazione, nel caos delle catene molecolari del polimero.

## Modelli matematici di plasticità
Il problema del comportamento nonlineare dei materiali (e delle strutture) era presente fin dai primordi della Meccanica, già ai tempi di Leonardo e Galileo. Tuttavia lo sviluppo di una moderna teoria matematica della plasticità ha incontrato in passato notevoli difficoltà a causa della complessità del fenomeno da rappresentare. Tale complessità è dovuta sia al carattere irreversibile del fenomeno plastico, sia al suo carattere anolonomo, nel senso che la deformazione finale raggiunta dipende non solo dal valore finale del carico, ma anche dal percorso di carico, cioè dalla storia passata della modalità di applicazione del carico stesso.

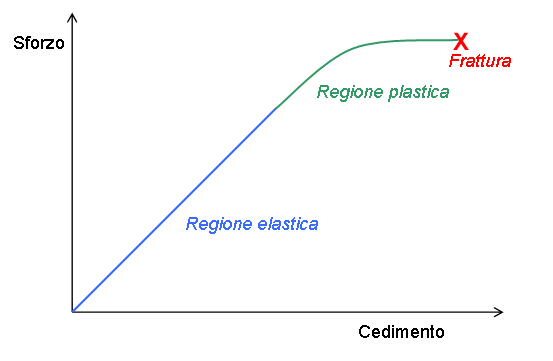
Curva del rapporto tensione-sforzo

I primi studi moderni sul comportamento elasto-plastico delle strutture risalgono alla seconda metà del XIX secolo. Fra gli autori più importanti in questa fase si ricordano Tresca, S. Venant e Levy. Un nuovo sviluppo della teoria si è avuto poi agli inizi del XX secolo, in special modo ad opera di von Mises e von Karman.
Attorno al 1940 è stata sviluppata, particolarmente ad opera della scuola russa di Nadai ed Iliushin, una teoria della plasticità in termini finiti nota come deformation theory. Tale teoria si basa essenzialmente sull'assunzione di un legame tra tensioni {\displaystyle \mathbf {\sigma } } e deformazioni {\displaystyle \mathbf {\varepsilon } } in termini globali del tipo
{\displaystyle {\mathbf {\sigma } }=f({\mathbf {\varepsilon } })}
e riferendosi essenzialmente a processi di carico che non comportino ritorni in fase elastica di parti della struttura precedentemente plasticizzate. In tal modo il problema elasto-plastico veniva trattato come una sorta di problema elastico nonlineare.
Più recentemente una teoria diversa si è imposta nel panorama degli studi meccanici della plasticità. Essa, nota come Flow theory o Teoria incrementale della plasticità, è essenzialmente legata ai nomi di Melan, Prager (1930-40), Hodge, Hill, Drucker, Budiansky, Koiter (1950-60), Maier, Mandel (1960-70). Tale teoria riflette un punto di vista incrementale, studia cioè le relazioni tra gli incrementi infinitesimi di carico {\displaystyle \mathbf {\dot {p}} } e i corrispondenti incrementi della soluzione in termini di tensioni, deformazioni e spostamenti {\displaystyle (\mathbf {\dot {\sigma }} ,\mathbf {\dot {\varepsilon }} ,\mathbf {\dot {u}} )}, nota la situazione preesistente in termini di carico, deformazioni e tensioni. Tale approccio si è rivelato più significativo ed efficace nel cogliere la natura anolonoma del comportamento elasto-plastico.

## Materiali martensitici
Alcuni materiali, specialmente quelli predisposti a subire transizioni martensitiche, si deformano in modi che non sono descrivibili in termini delle teorie classiche della plasticità e dell'elasticità. Uno tra gli esempi più noti è il nitinol, che presenta pseudoelasticità: le sue deformazioni sono reversibili nel quadro meccanico, ma irreversibili in termini termodinamici.